# Hidroclorotiazida
Hidroclorotiazida (abreviado HCTZ, HCT, ou HZT), é uma medicação diurética normalmente utilizada para o tratamento da hipertensão arterial e inchaço devido à acumulação de fluidos. Entre outras utilizações também destina-se ao tratamento da diabetes insípida, acidose tubular renal e a reduzir o risco de pedras nos rins em pessoas com elevada concentração de cálcio na urina. Associado ao seu baixo custo, factor importante numa terapia que se pode prolongar para o resto da vida, faz dele um fármaco de primeira linha no controlo da hipertensão. A HCTZ é tomada via oral e pode ser combinada com outros medicamentos para a tensão arterial num único comprimido para aumentar a sua eficácia.
Os efeitos colaterais incluem a pobre função renal, distúrbios eletrolíticos especialmente baixo nível de potássio no sangue e, embora menos frequentemente, baixo nível de sódio no sangue, gota, níveis elevados de açúcar, e sensação de desmaio imediatamente depois de se levantar. Apesar de as alergias a HCTZ normalmente serem descritas em pessoas com alergias a sulfonamidas, esta associação não é cientificamente bem suportada. Pode ser utilizada durante a gravidez, mas não é uma medicação de primeira linha neste grupo.
Encontra-se na classe dos tiazídicos e o seu mecanismo de acção reduz a capacidade dos rins em reter água. Inicialmente, a hidroclorotiazida reduz o volume do sangue, levando a uma diminuição do retorno venoso e consequentemente à redução do débito cardíaco. Não obstante, acredita-se que a utilização a longo prazo baixe a resistência vascular periférica.
Duas companhias, a Merck e a Ciba, declararam ter descoberto a medicação, a qual viria a tornar-se comercialmente disponível em 1959. Consta na Lista de Medicamentos Essenciais da Organização Mundial de Saúde, os medicamentos mais importantes necessários num sistema básico de saúde. Em 2008, foi o segundo medicamento mais comum utilizado para tratamento da tensão arterial nos Estados Unidos. Encontra-se disponível como medicamento genérico e é relativamente acessível.

## Usos médicos
A hidroclorotiazida é freqüentemente utilizada para o tratamento da hipertensão, insuficiência cardíaca congestiva, edema sintomático, diabetes insipidus e acidose tubular renal. Também é utilizada para a prevenção de pedras nos rins em pessoas com concentração elevada de cálcio na urina.
A maior parte da pesquisa que apoia o uso de diuréticos tiazídicos na hipertensão foi realizada utilizando clortalidona, um medicamento diferente na mesma classe. Alguns estudos mais recentes têm sugerido que a clortalidona pode ser o diurético tiazídico mais eficiente.
Este fármaco é também por vezes utilizado para o tratamento de hipoparatireoidismo, hipercalciúria, doença de Dent e doença de Ménière. Para a diabetes insípida, o efeito dos diuréticos tiazídicos é presumidamente mediado com uma hipovolemia induzida pelo aumento da reabsorção proximal de sódio e água, diminuindo assim o fornecimento de água para os pontos sensíveis do ADH na colecta de túbulos e aumentando a osmolaridade da urina.
As tiazidas são também utilizadas no tratamento da osteoporose. As tiazidas desaceleram a perda mineral óssea, promovendo a retenção de cálcio nos rins e estimulando directamente a diferenciação osteoblástica e a formação mineral óssea.
Antigamente era utilizado em altas doses (>50 mg) provocava complicações como hipocaliémia, hiperuricemia e outros distúrbios metabólicos. Hoje é utilizado em doses menores, (12,5 e 25 mg), graças em parte ao surgimento de outros fármacos que podem ser usados conjuntamente, permitindo assim um melhor controle com doses menores de cada um dos medicamentos individualmente. Poderá ser administrado em conjunto com outros anti-hipertensivos com preparação de combinações em dose fixa, tal como losartan/hidroclorotiazida (ver abaixo).

## Efeitos adversos
- Hipocalemia ou baixos níveis de potássio no sangue são um dos efeitos colaterais ocasionais. Geralmente podem ser prevenidos com suplementos de potássio ou pela combinação de hidroclorotiazida com diuréticos poupadores de potássio;
- Outros distúrbios nos níveis de eletrólitos séricos, incluindo hipomagnesemia (níveis baixos de magnésio), hiponatremia (níveis baixos de sódio) e hipercalcemia (níveis elevados de cálcio)
- Hiperuricemia, níveis elevados de ácido úrico no sangue
- Hiperglicemia, alta concentração de açúcar no sangue
- Hiperlipidemia, colesterol alto e triglicérides
- Dores de cabeça
- Náuseas/vómitos
- Fotossensibilidade
- Excesso de peso adquirido
- Gota
- Pancreatite

Estes efeitos aumentam com a dose de medicação e são mais comuns em doses superiores a 25 mg por dia.
As bulas, com base nos relatórios de casos e estudos observacionais sugerem que a alergia a um sulfonamida predispõe o paciente a níveis de sensibilidade com interferência cruzada a um diurético tiazídico. Em 2005, após uma revisão literária dos folhetos informativos não encontraram apoio para esta sensibilidade cruzada.

## Farmacodinâmica

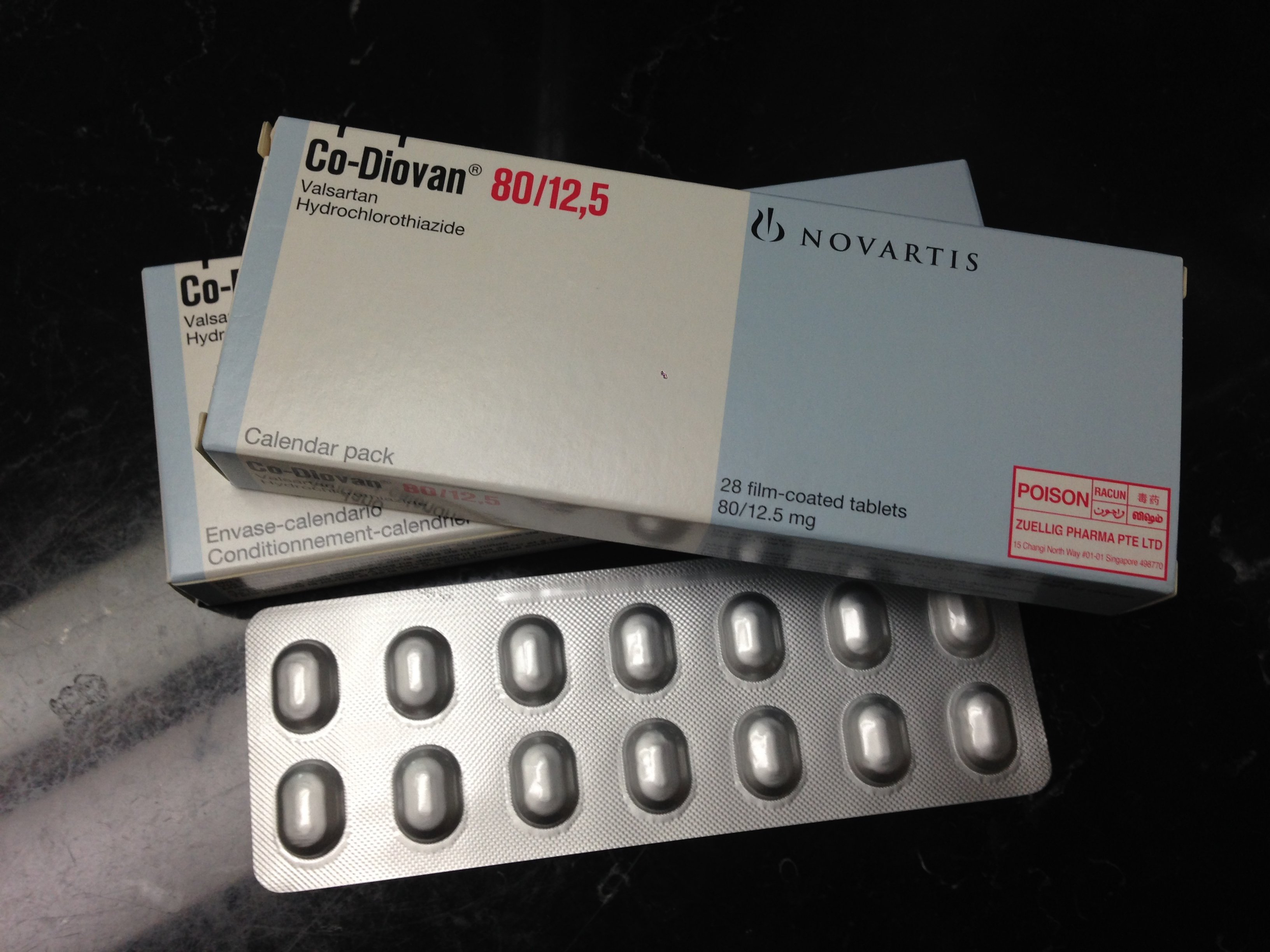
Co-Diovan (valsartan e HCTZ)

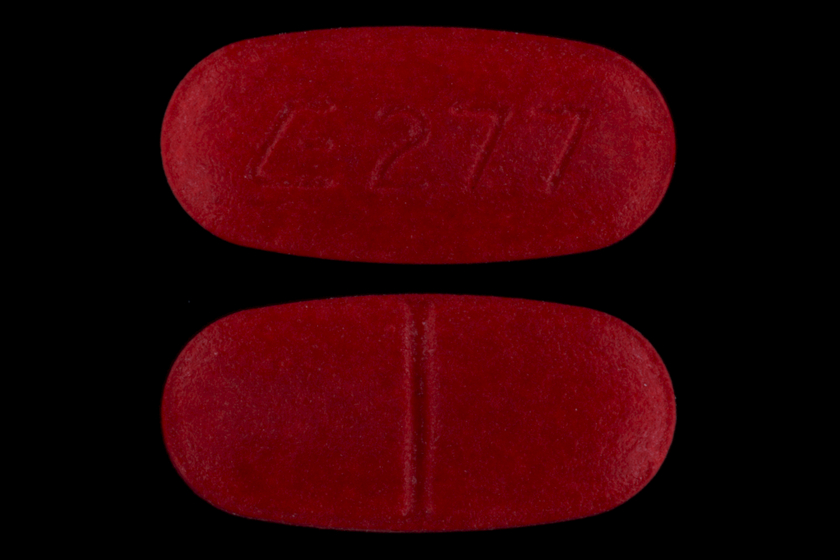
Dois benazepril HCl genéricos de 20 mg e comprimidos HCTZ 25 mg, de via oral.

A hidroclorotiazida pertence à classe de diuréticos tiazídicos. A medicação reduz o volume do sangue, agindo sobre os rins para reduzir a reabsorção de sódio (Na+) no túbulo contorcido distal. A hidroclorotiazida atua no túbulo distal do nefron a nível do cotransportador sensível das tiazidas (TSC) que é um canal de simporte Na+/Cl-. Deste modo há uma maior excreção de NaCl e de água (por efeito osmótico). Esta perda de água aumenta a diurese e diminuí o volume líquido extracelular e consequentemente baixa a pressão sanguínea. As tiazidas aumentam a reabsorção de cálcio neste segmento de forma não relacionada com o transporte de sódio. Inicialmente as tiazidas foram sintetizadas com o objetivo de serem inibidoras da anidrase carbónica (outra classe de diuréticos que diminui a reabsorção de HCO3- e, indirectamente, de Na+). Contudo as tiazidas (incluindo a hidroclorotiazida) são inibidores muito fracos da anidrase carbónica, não sendo este o alvo terapêutico. Além disso, através doutros mecanismos, acredita-se que a HCTZ reduz a resistência vascular periférica.

## Farmacocinética
A concentração máxima de hidroclorotiazida é atingida após 1,5-2 horas de sua administração oral em associação à olmesartana medoxomila. A ligação de hidroclorotiazida às proteínas plasmáticas é de 68% e o seu volume aparente de distribuição é 0,83-1,14 l/kg. Quando os níveis plasmáticos de hidroclorotiazida foram acompanhados por, no mínimo, 24 horas, a meia-vida variou entre 5,6 e 14,8 horas.
Não é metabolizada, mas é eliminada rapidamente pelo rim. No mínimo, 60% da dose oral é eliminada inalterada dentro de 48 horas. O clearance renal está entre 250-300 ml/min e a meia-vida de eliminação é de 10-15 horas.

## Sociedade e cultura

### Nomes comerciais
A hidroclorotiazida encontra-se disponível como medicamento genérico numa grande variedade marcas, incluindo Apo-Hydro, Aquazide, BPZide, Dichlotride, Esidrex, Hydrochlorot, Hydrodiuril, HydroSaluric, Hypothiazid, Microzide, Oretic e muitos outros.
Por forma a reduzir a carga do comprimido, a hidroclorotiazida é frequentemente utilizada em combinações de dose fixa com muitas outras classes de medicamentos anti-hipertensivos, tais como:
- Inibidores de ECA — e.g. Prinzide ou Zestoretic (com lisinopril), Co-Renitec (com enalapril), Capozide (com captopril), Accuretic (com quinapril), Monopril HCT (com fosinopril), Lotensin HCT (com benazepril), etc.
- Bloqueadores dos receptores de angiotensina — e.g. Hyzaar (com losartan), Co-Diovan ou Diovan HCT (com valsartan), Teveten Plus (com eprosartan), Avalide ou CoAprovel (com irbesartan), Atacand HCT ou Atacand Plus (com candesartan), etc.
- Bloqueadores Beta — e.g. Ziac ou Lodoz (com bisoprolol), Nebilet Plus ou Nebilet HCT (com nebivolol), Dutoprol ou Lopressor HCT (com metoprolol), etc.
- Inibidores diretos da renina — e.g. Co-Rasilez ou Tekturna HCT (com aliscireno)

### Desporto
A hidroclorotiazida foi detectada na urina do ciclista russo Alexandr Kolobnev durante o Tour de France de 2011. Kolobnev foi o único ciclista a abandonar a competição de 2011 devido aos efeitos adversos apresentados num controle de doping. Enquanto que a hidroclorotiazida não é por si só uma droga que reforça o desempenho desportivo, pode ser utilizada para disfarçar o uso de drogas que melhoram o desempenho do atleta, e é classificada pela Agência Mundial Antidoping como uma "substância específica". Kolobnev foi posteriormente inocentado de todas as acusações de dopagem intencional.